# 長岡工業高等專門學校
長岡工業高等專門學校（National Institute of Technology, Nagaoka College），簡稱長岡高專，是一所位於日本新潟縣的高等專門學校。

## 沿革
- 1961年，長岡工業短期大學創校。
- 1962年，長岡高專設立，為國立高專1期校。初設機械工學、電氣工學、工業化學三學科。
- 1966年，長岡工業短期大學停辦。
- 1968年，增設土木工學科。
- 1990年，機械工學科部分改組為電子制御工學科。
- 1994年，工業化學科更名物質工學科。
- 1995年，土木工學科更名環境都市工學科。
- 2000年，設置專攻科。
- 2004年，法人化。電氣工學科更名電氣電子系統工學科。

## 教育組織

### 本科（副學士課程）
- 機械工學科
- 電氣電子系統工學科
- 電子制御工學科
- 物質工學科
- 環境都市工學科

### 專攻科（學士課程）
- 電子機械系統工學專攻
- 物質工學專攻
- 環境都市工學專攻

## 交通資訊
在長岡車站搭乘越後交通所營運的公車，於「高專前」或「片貝入口」站牌下車。

## 著名校友
- 高山修一（日语：高山修一）：日本光學儀器製造商奧林巴斯前社長。
- 神林長平：科幻小說作家，日本科幻小說作家俱樂部第11任會長。
- 石平博：山梨大學副教授，研究領域為水文學[3]。

## 外部連結
- 長岡工業高等專門學校 （页面存档备份，存于）

37°25′57.66″N 138°53′19.62″E / 37.4326833°N 138.8887833°E